# Arhiepiscopia Romanului și Bacăului
Arhiepiscopia Romanului și Bacăului este o eparhie a Bisericii Ortodoxe Române, cu sediul în Roman, cu jurisdicție canonică în Județul Neamț și în Județul Bacău, care face parte din Mitropolia Moldovei și Bucovinei. Titularul acestei arhiepiscopii este I.P.S. Ioachim Băcăuanul care a fost ales în ziua de 16 decembrie 2014, de către Sfântul Sinod al Bisericii Ortodoxe Române, prin vot secret, cu 35 de voturi din 45 de voturi valid exprimate.
Eparhia Romanului și Bacăului a fost ridicată la rangul de Arhiepiscopie la 13 septembrie 2009.

## Istoric

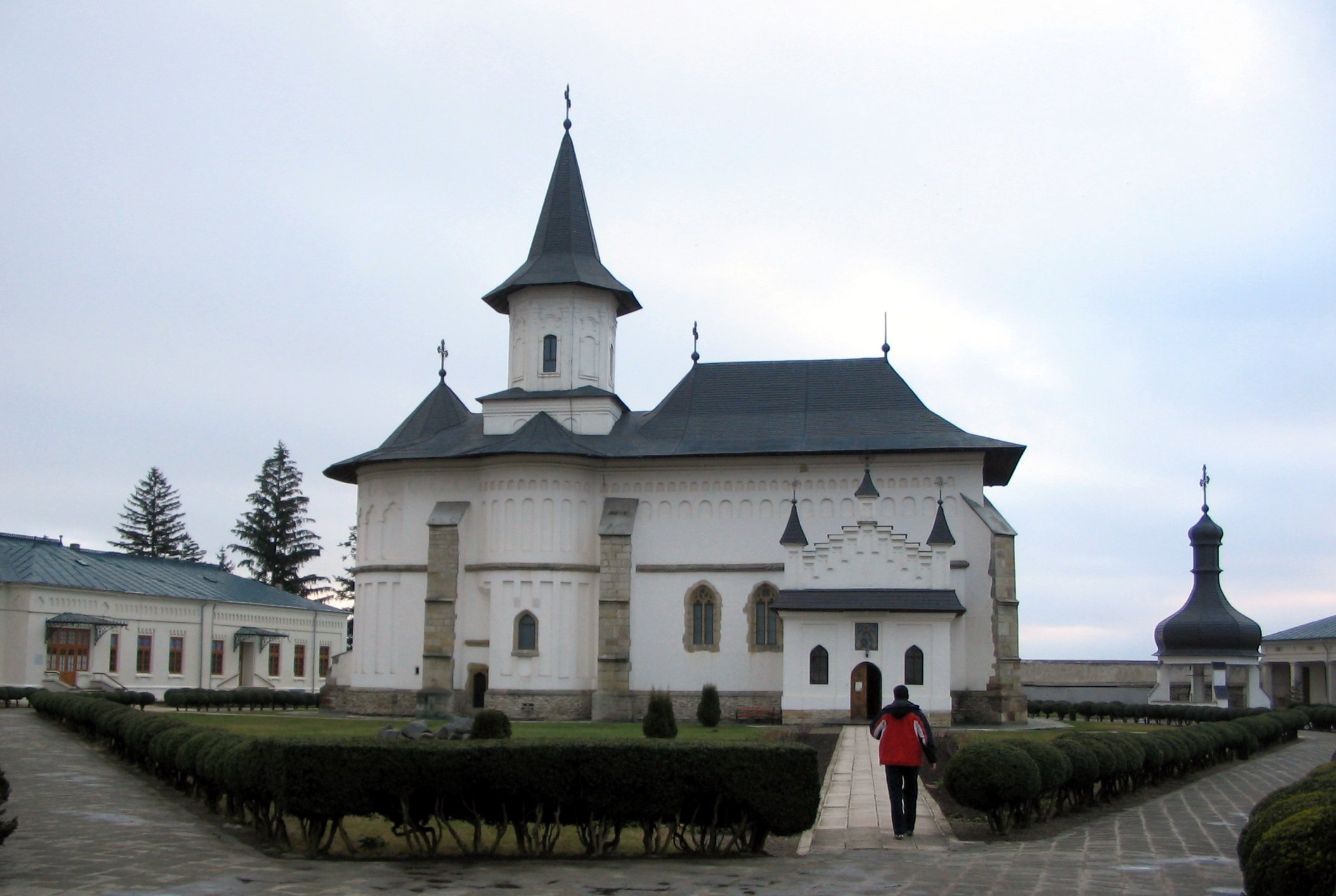
Arhiepiscopia Romanului și Bacăului

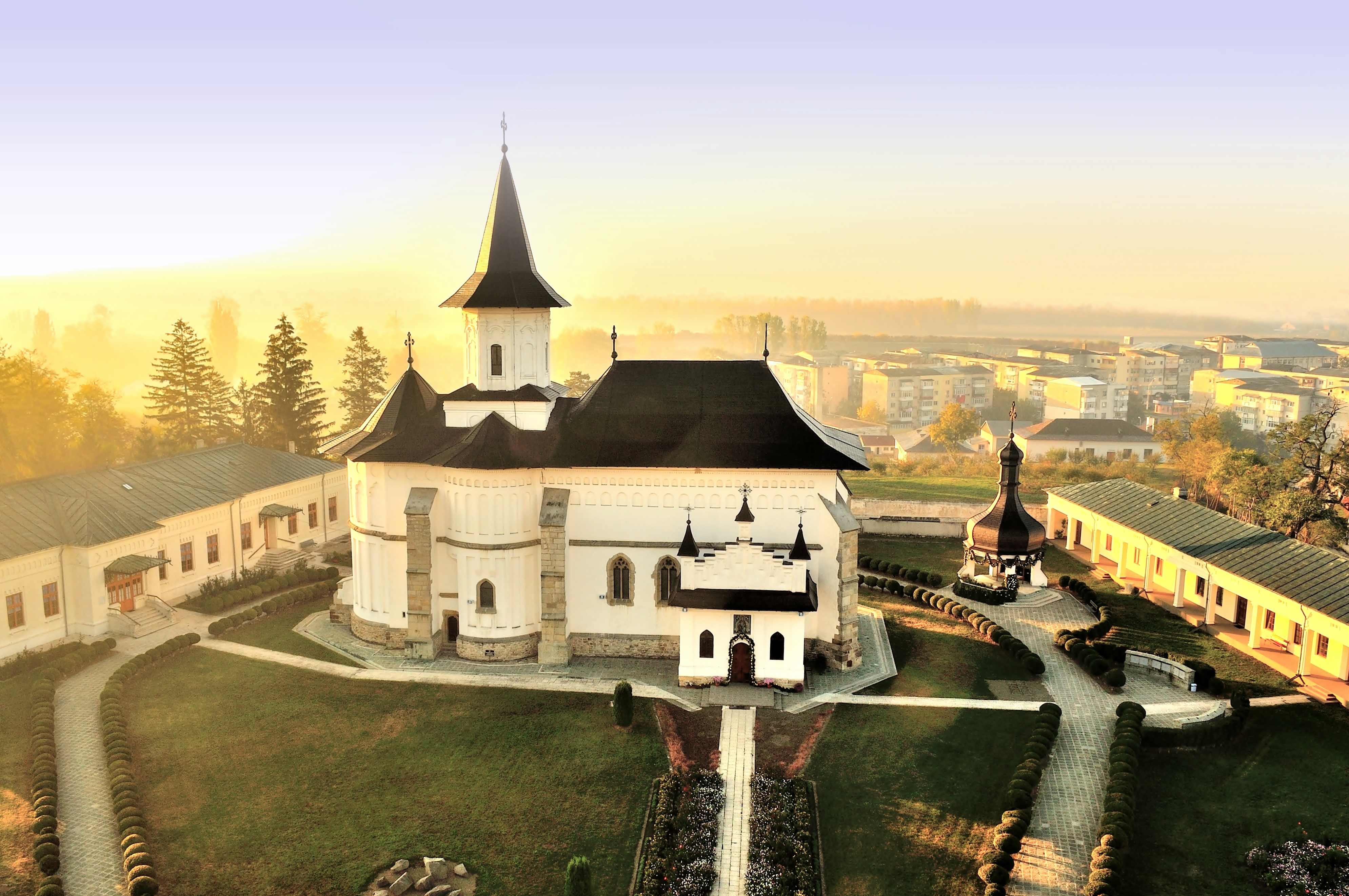
Vedere din turnul episcopiei asupra ansamblului arhiepiscopal (imagine prelucrată)

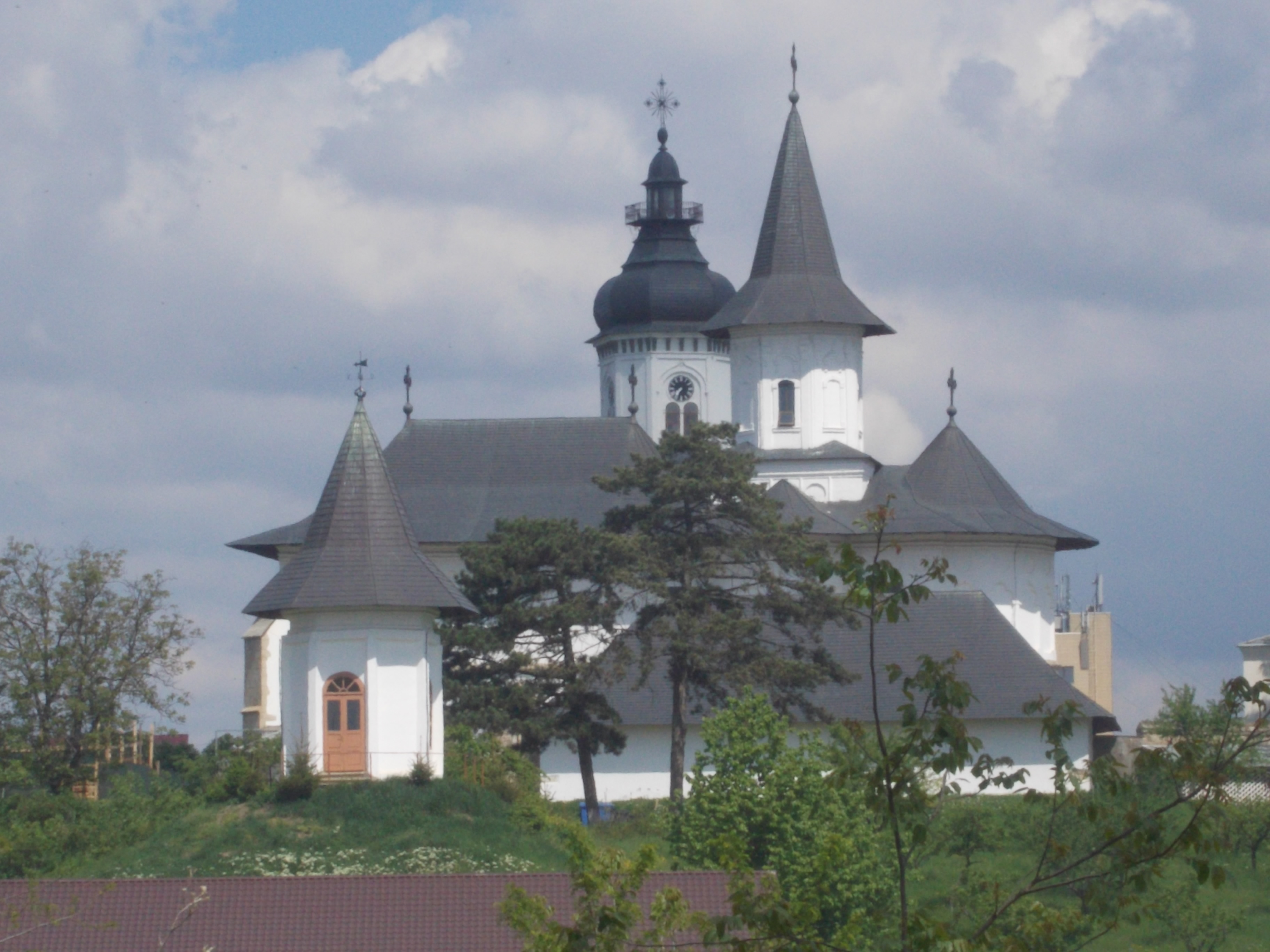
Complexul arhiepiscopial văzut din ștrandul municipal

În ansamblul patrimoniului istoric și cultural-artistic românesc, Arhiepiscopia Romanului si Bacăului ocupă un loc aparte, impunându-se printr-o existență pe cât de îndelungată pe atât de bogată în evenimente și contribuind la afirmarea orașului ca un important centru economic, politic și de credință ortodoxă la răsărit de Carpați. 
Nu se cunosc cu exactitate data și împrejurările constituirii Episcopiei Romanului, neexistând nici o mărturie documentară în acest sens. Se știe însă că în zona Romanului, ca și în alte regiuni ale Moldovei, erau numeroase așezări cu o populație ce împărtășea credința creștină „de ritual grecesc” încă din secolul al XIII-lea, populație românească (walași) ce-și desfășura viața religioasă într-un cadru temeinic organizat, așa după cum rezultă din scrisoarea papei Grigore al IX-lea trimisă în 1234 principelui maghiar Bela. În acest document se afirmă existența mai multor „episcopii schismatice”, între care și episcopatul Milcoviei, numit al cumanilor, a cărui autoritate se extindea și asupra „Țării de Jos”. Precizăm însă că este vorba de o organizare bisericească din perioada anterioară constituirii statului feudal independent, organizare ce nu poartă girul factorului politic dar care pune în evidență atât existența predominantă a elementului etnic românesc în timpul ultimelor valuri migratoare, cât și caracterul ortodox al creștinătății sale. 
Continuitatea vieții creștine ortodoxe în regiunea de la confluența Moldovei cu Siretul este relevată ceva mai târziu prin documentul emis de cancelaria lui Alexandru cel Bun la 8 martie 1407 în care se fac referiri la „călugării din Dumbrava”, obște monahală despre care se știe că viețuia în apropierea Romanului, dincolo de limita sudică a acestuia. 
Toate acestea ne îndreptățesc să considerăm că Romanul se afla într-o zonă cu o populație numeroasă, de veche tradiție ortodoxă, ceea ce ar justifica și presupunerea că una dintre „episcopiile schismatice” pomenite în scrisoarea papală din 1234 ar fi avut reședința aici. De altfel, episcopul Melchisedec Ștefănescu, cărturar și istoric de mare prestigiu, membru al Academiei Române, considera - într-una din lucrările sale - că eparhia ortodoxă cu centrul la Roman fusese constituită „... cu mult înainte de Alexandru cel Bun”. 
Pe de altă parte nu putem ignora precizarea făcută de Grigore Ureche în Letopisețul Țării Moldovei până la Aron Vodă, care precizează că Alexandru cel Bun ... „mai făcut-a și al doilea episcop, după mitropolit, la sfânta mănăstire din oraș, în Roman, căruia ... i-au dat eparhie o parte din ținuturi pe sub munte în gios”. Pornind de la această afirmație a cunoscutului nostru cronicar, marea majoritate a istoricilor (Alexandru D. Xenopol, D. Onciul, Nicolae Iorga, Constantin C. Giurescu, N. Păcurariu etc.) înclină să-l considere pe Alexandru cel Bun ca întemeitor al Episcopiei Romanului.
Coroborând afirmația lui Grigore Ureche cu datele pe care ni le oferă și unele documente de cancelarie, considerăm că ne putem alătura acestui punct de vedere. Mai mult decât atât, se pot face și unele aprecieri - nu tocmai hazardante - cu privire la limitele cronologice în cadrul cărora s-a petrecut evenimentul instituirii scaunului episcopal la Roman. 
Aceasta deoarece în „cartea domnească” din 16 septembrie 1408 prin care Alexandru cel Bun dăruiește două sate ... bisericii Sfânta Vineri, care-i în târgul Romanului unde odihnește sfânt-răposata maică cneaghina Anastasia, nu se face nici o referire la existența unei episcopii în Roman. Putem considera deci, că în anul 1408 eparhia Romanului nu fusese încă instituită, altfel ea ar fi fost menționată în documentul respectiv, fiind vorba chiar de biserica episcopală de mai târziu. În schimb, într-un alt document din 6 iulie 1413 este menționată ... episcopia din Rădăuți a Sfântului Nicolae, ceea ce ne face să credem că Alexandru cel Bun a constituit cele două episcopii (de la Roman și Rădăuți) în perioada 1408-1413. 
Este greu de presupus că Episcopia Rădăuților s-a constituit înaintea celei de la Roman din moment ce există numeroase probe din care rezultă întâietatea episcopatului de Roman față de cel din Rădăuți. Chiar Dimitrie Cantemir subliniază că episcopul de Roman ... s-a chemat arhiepiscop, fiindu-i îngăduit ca, la liturghie, să poarte mitră, el stând totdeauna în dreapta mitropolitului și fiind singurul care avea paterițe (cârje) ferecate în argint. În consens cu aceste afirmații se menține și Grigore II Ghica prin documentul din noiembrie 1739 în care subliniază că episcopia Romanului este ... mai veche și mai cinstită decât alte episcopii ale acestei țări, al doilea scaun după mitropolitul țării. 
Documentul emis de cancelaria lui Alexandru cel Bun în 1408 dovedește că la acea dată exista deja un lăcaș de cult cu hramul „Sfânta Vineri” („Sfânta Paraschiva”) pe locul actualei Episcopii. Era o biserică domnescă din moment ce voievodul țării o alesese ca loc de veșnică odihnă pentru mama sa, dar nu avem date certe cu privire la anul construcției. Credem însă că nu greșim dacă afirmăm că prima biserică de zid la Episcopia Romanului a fost ridicată într-o perioadă anterioară domniei lui Alexandru cel Bun, probabil prin grija tatălui acestuia, voievodul Roman I (1391-1394), căruia „Târgul de Jos” i-a moștenit și numele. Cea ce știm sigur este faptul că în 1415 Alexandru cel Bun a cerut pictorilor Nichita și Dobre să zugrăvească această biserică, semn că lucrarea în discuție fie că nu se realizase până atunci, fie că - din anumite cauze - trebuia refăcută. 
Prima biserică de la Episcopia Romanului a dăinuit și în vremea lui Ștefan cel Mare, acesta pomenind-o în documente de cancelarie emise 1458, 1465 și 1488 sub denumirea de „Sfânta Parascheva”. Nu se cunosc intervenții constructive mai ample din acea perioadă, semn că așezământul se afla în bună stare de funcționare și că, în această parte a țării, întreaga atenție a voievodului s-a îndreptat spre Cetatea Nouă de la Gâdinți, singura capabilă să zăvorască porțile sud-estice ale Moldovei. 

Arhiepiscopia Romanului și Bacăului

Mulți s-au întrebat de ce Petru Rareș a considerat necesar să înceapă biserică nouă la Episcopia Romanului. Trecerea timpului și intrarea în ruină a vechiului lăcaș să fi determinat această decizie? Sau dimensiunile reduse ale construcției existente nu mai puteau exprima prestanța și autonomia spirituală a unei entități ecleziastice situate imediat după Mitropolia țării? S-ar crede că ambele întrebări sunt rezultatul unei realități care a determinat începerea lucrărilor de construcție în 1542 sub conducerea meșterului Luca din Bistrița transilvană și atenta supraveghere a episcopului Macarie. 
Lucrările au durat - nu fără peripeții - timp de 8 ani, încheindu-se în 1550 prin grija soției lui Petru Rareș, Elena Doamna și a fiilor săi Iliaș, Ștefan și Constantin, după cum rezultă din textul inscripției originare, în care numele fiului cel mare (Iliaș) a fost șters ulterior, în urma trecerii sale la islamism: 
Cu voia tatălui și cu ajutorul Fiului și cu săvârșirea Sfântului Duh, închinătorul Treimii și credinciosul Io Petru Voievod, din mila lui Dumnezeu Domnul Țării Moldovei cu de Dumnezeu încoronata Doamna Elena și cu Dumnezeu dăruitele lor odrasle ... Ștefan și Constantin a început această biserică de la ultimele temelii în numele Prea Cuvioasei Parascheva, în anul 7050. Dar neajungând până la sfârșit a adormit întru Domnul cu somnul cel lung așteptând învierea de obște. Veșnica lui pomenire. După sfârșitul lui, pururea pomenitul și iubitul fiu al său ... din mila lui Dumnezeu luând sceptrul și scaunul și cu iubitoarea de Hristos maica sa Elena și cu preaiubiții săi frați Ștefan și Constantin a zidit și terminat întru pomenirea sa și a părinților săi și a fraților. Prin porunca și încrederea binecredincioasei lor hotărâri s-a încredințat îngrijirea pentru terminarea ei mie smeritul întru cei sfințiți episcopi, Macarie și ocrotitul de Dumnezeu a acestui ... Și acestea s-au înscris aici. Toate acestea s-au sfârșit în anul de la zidirea lumii care se va dobândi adunând la mia înșeptită și cinci încincite și iarăși la cinci simple încincite și durata însărcinării de opt ani. Iar de la nașterea lui Hristos 1550, luna..

## Catedrala arhiepiscopală

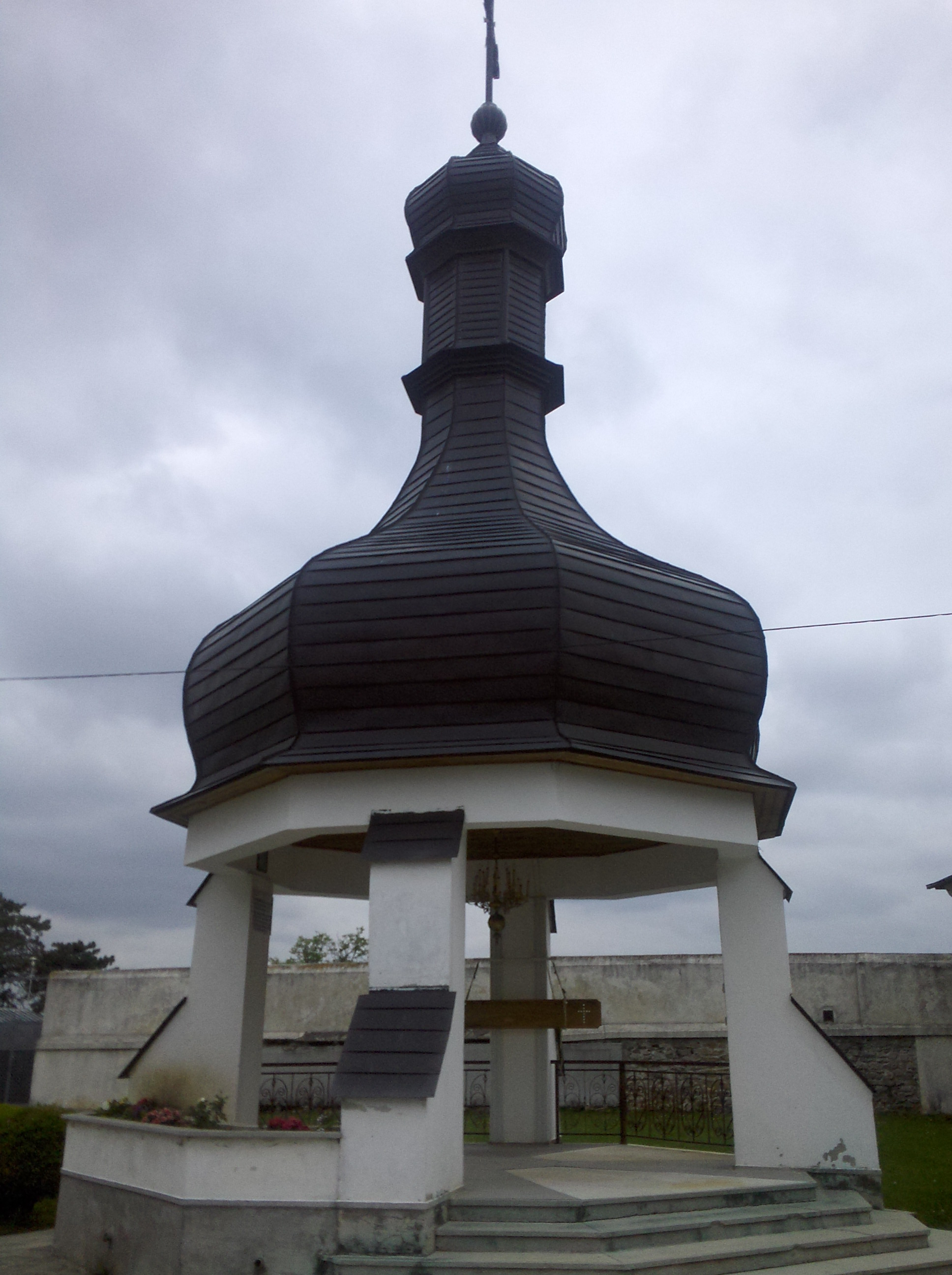
Agheasmatar

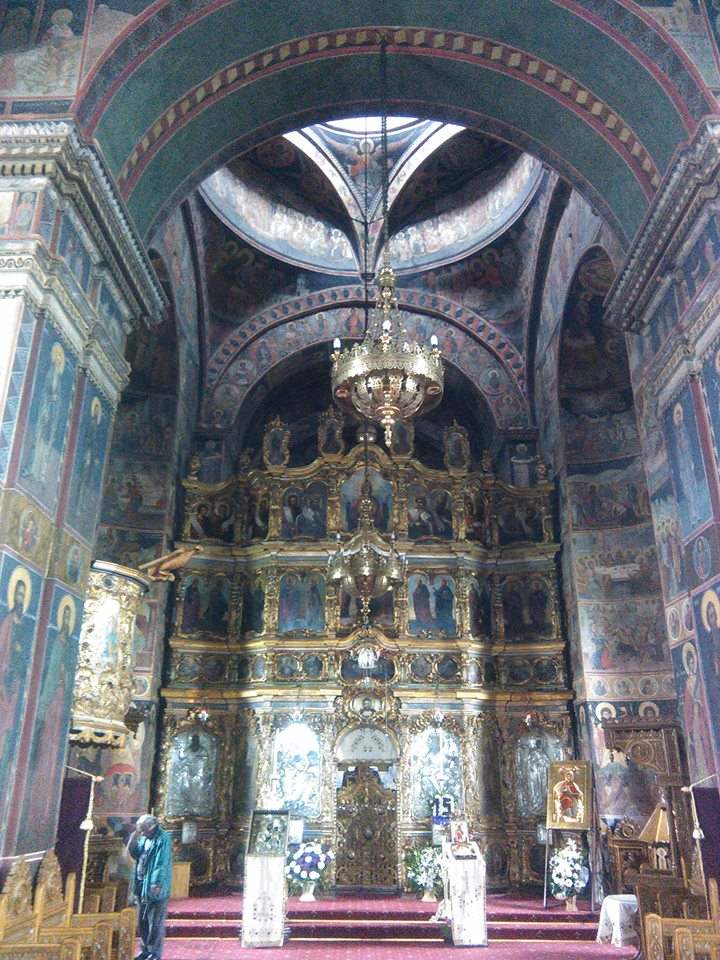
Imagine din interior

Catedrala episcopală („Sf. Parascheva”), înaltă și zveltă, are un plan treflat, cu altarul poligonal la exterior și semicircular în interior, iar absidele laterale circulare. La exterior, întreaga construcție este ornamentată cu un brâu „în torsadă” și două rânduri de ocnițe suprapuse, fiind sprijinită de contraforturi ce sporesc nota de echilibru și eleganță a fațadelor. Sistemul de boltire nu mai prezintă o structură unitară datorită modificărilor de la începutul secolului al XIX-lea care au afectat turla și bolta altarului. Astăzi, turla mai păstrează tradiționala boltă moldovenească sprijinită de arce piezișe, în schimb partea superioară a altarului prezintă forma puțin obișnuită a doi cilindri care se intersectează. 
Edificiul ridicat în secolul al XVI-lea nu a suferit reparații importante până în vremea episcopilor Ioanichie (1747-1769) și Leon Gheucă (1769-1786) când s-a lucrat îndeosebi la turla, altarul și naosul bisericii, fără a se afecta prea mult formele originale. În schimb, lucrările inițiate de episcopul Gherasim în 1805 au împietat asupra structurii inițiale a monumentului, fiind calificate de savantul și episcopul Melchisedec Ștefănescu drept un adevărat „act de vandalism”. Atunci, pentru a câștiga spațiu în interior, s-au înlăturat pereții despărțitori dintre pridvor și pronaos și dintre pronaos și naos, intervenindu-se și cu o pictură nouă, distonantă, la turlă și pronaos. Ceva mai târziu, în a doua jumătate a aceluiași veac, s-au adăugat din motive utilitare și cele două anexe ce se mai păstrează și astăzi: veșmântăria și pridvorul de la intrarea în biserică, mult mai spațios decât alte construcții similare. 
Pe lângă valoarea sa istorică și arhitecturală, catedrala Episcopiei Romanului reține atenția numeroșilor săi vizitatori și prin frumusețea deosebită a zugrăvelilor interioare. Datarea și stilul acestora, precum și intervențiile la care au fost supuse de-a lungul veacurilor au stârnit numeroase controverse. Dar ceea ce se poate afirma cu certitudine este faptul că existența acestor picturi a fost marcată de trei momente importante: secolul al XVI-lea, secolul al XVIII-lea și - în mai mică măsură - începutul veacului al XIX-lea. 
Pictura originală, executată după încheierea lucrărilor de construcție a bisericii, nu se mai păstrează astăzi decât în pridvor și pronaos. Aceasta deoarece restaurarea efectuată de episcopii Ioanichie și Leon Gheucă, probabil între anii 1767-1778 după cum rezultă din unele însemnări descoperite mai recent, a inclus și o nouă frescă executată în naos, altar și turla bisericii. În sfârșit, nefericitele modificări din 1805 s-au soldat cu noi picturi în zonele pereților interiori care au fost demolați (pereții despărțitori dintre pridvor și pronaos și dintre pronaos și naos) și cu unele intervenții - tot atât de nefericite și contrastante - la zugrăvelile din turlă și din calotele pronaosului. De altfel Melchisedec Ștefănescu a și dojenit aspru noile lucrări, spunând despre ele că sunt un adevărat act de vandalism. 
Înainte de orice considerații de stil sau structură, trebuie subliniat că întreaga pictură interioară a catedralei episcopale de la Roman a fost supusă unei ample acțiuni de restaurare în anii 1926-1927 sub conducerea pictorului Paul Molda. Așa cum rezultă din documentele recepției și din aprecierile cunoscutului istoric de artă I.D. Ștefănescu, rezultatele acestei restaurări n-au fost pe deplin satisfăcătoare, semnalându-se zone întinse de pictură nouă în același ton de culoare cu vechea pictură și o incorectă dozare a substanțelor chimice, care uneori a dus la ștergerea desenului. 
În schimb, restaurarea efectuată în anii 1980-1983 de către Viorel Grimalschi și Casian Labin pe baza proiectului semnat de pictorul Șerban Angelescu și sub oblăduirea Prea Sfintului Eftimie Luca episcop al Romanului și Hușilor, s-a încheiat cu excelente rezultate. Aceste ultime lucrări de restaurare s-au desfășurat „... în spirit științific, reușind să stăvilească acțiunea nefastă a timpului și să redea patrimoniului național și universal o operă de inestimabilă valoare, creată de geniul artistic românesc”. 
Revenind la pictura originară, o primă observație care se impune este aceea că nu se cunoaște cu exactitate data executării ei. Tragismul evenimentelor din anii 1550-1552 ne determină să considerăm că lucrarea nu s-a realizat imediat după încheierea construcției și că urmașii lui Petru Rareș (Iliaș și Ștefan) n-au avut răgazul necesar pentru a executa pictura din interiorul ctitoriei tatălui lor, pe care ei au terminat-o. Se pare că numai Alexandru Lăpușneanu (1552-1561 și 1564-1568) care a desfășurat o activitatea constructivă atât de rodnică și a adus un nou reviriment în viața artistică a Moldovei s-ar fi putut îngriji de zugrăvirea catedralei episcopale de la Roman. Împărtășim opinia că insistențele episcopului Macarie l-au determinat pe Alexandru Lăpușneanu să înceapă lucrările și că, la moartea episcopului în 1558, acestea erau în bună parte realizate, dacă nu chiar încheiate. 
Zugrăvelile din secolul al XVI-lea prezintă o deosebită valoare artistică impresionând prin liniile lor îndrăznețe, prin acuratețea formelor și vivacitatea culorilor. Pronaosul este dominat de Menologul ce se desfășoară pe opt registre compartimentate pentru fiecare zi a calendarului bisericesc, iar în pridvor, unde pereții oferă spații tot atât de largi, delimitarea scenelor este și mai pregnantă, fiecare cadru constituind o compoziție bine individualizată, dar care se integrează perfect în narațiunea ansamblului. Se poate aprecia fără greș că pictura pronaosului și pridvorul bisericii „Sfânta Parascheva” aduce în arta românească a secolului al XVI-lea cea mai emancipată viziune artistică asupra realității medievale. 

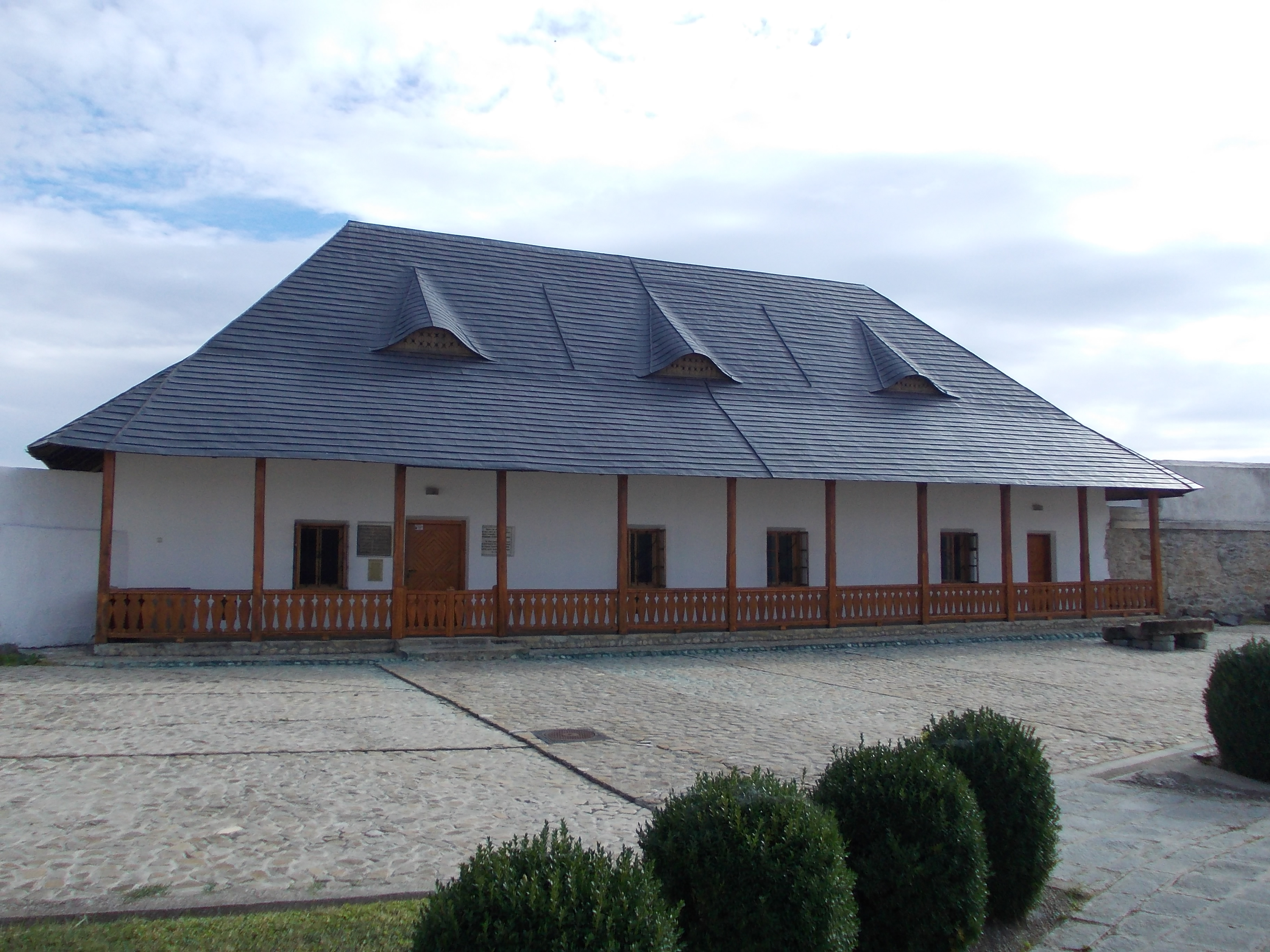
Casa lui Veniamin Costachi

În ultimii ani, prin grija episcopului Eftimie Luca, s-au realizat ample lucrări de restaurare a întregului complex. Biserica a căpătat o față nouă, s-a restaurat pictura și a fost pusă în valoare Casa Veniamin Costache, situată pe latura dinspre miazăzi. 
Episcopia Romanului a constituit de-a lungul veacurilor și un important centru de cultură medievală românească, în scaunul său aflându-se adesea cărturari de un recunoscut prestigiu, cu multiple preocupări spirituale și un larg orizont de cunoaștere. 
Aici a păstorit pe la sfârșitul secolului XV-lea episcopul Vasile, ce s-a manifestat ca un teolog de înaltă erudiție, așa după cum rezultă dintr-o scrisoare doctrinară pe care acesta a trimis-o mitropolitului Gherontie al Moscovei. Între 1500-1508 în fruntea episcopiei s-a aflat Teoctist „...bărbat învățat ca nimeni altul”, care s-a format în vatra de cultură a Mănăstirii Neamț și a creat în jurul său o fecundă școală cărturărească. Unul dintre ucenicii acestuia, Macarie, a condus în două rânduri episcopia Romanului (1531-1548 și 1551-1558) și s-a afirmat ca o personalitate de excepție atât ca ierarh cât și în calitate de om de cultură, fiind adesea pomenit ca „învățător al Moldovei” și „ales între filosofi”. El este considerat ca întemeietor al unei școli de slavonie în Moldova și ctitor al narațiunii istorice, acest ultim apelativ justificându-se în bună măsură prin calitățile literare ale Cronicii pe care a întocmit-o la cererea lui Petru Rareș, remarcabilă reconstituire a principalelor evenimente ce s-au petrecut de la moartea lui Ștefan cel Mare (2 iulie 1504) până la începutul domniei lui Ștefan Rareș (11 iunie 1551). 
Între anii 1660-1671 eparhia Romanului a fost condusă de Dosoftei, unul dintre fondatorii literaturii noastre naționale, pe bună dreptate considerat „întâiul mare liric românesc”. Cercetări filologice recente ne îndreptățesc să considerăm că tocmai în anii petrecuți la Roman a elaborat cea mai mare parte din monumentala lucrare Psaltirea în versuri pe care Dosoftei a tipărit-o în 1673, după strămutarea sa în scaunul mitropolitan al Moldovei. 
În secolul al XVIII-lea, între 1769-1786, Leon Gheucă a determinat un suflu nou în vatra de cultură de la Episcopia Romanului, într-o vreme în care mentalitățile greco-fanariote se resimțeau cu pregnanță în școala și în spiritualitatea vremii, constituind un obstacol în calea afirmării și dezvoltării limbii literare naționale. Spirit iluminist, inițiat la Mănăstirea Putna și desăvârșit apoi sub influența marilor centre europene de cultură, episcopul Leon Gheucă a întreținut strânse legături cu cei mai cunoscuți cărturari ai vremii, a stimulat traducerea și tipărirea a numeroase cărți în limba română și a ajutat o întreagă pleiadă de tineri români să meargă la învățătură în vestitele universități ale Apusului. 
Sub semnul acestei tradiții cărturărești s-a desfășurat mai târziu și activitatea altor ierarhi ai Romanului, între care Veniamin Costache, Gherasim Clipa, Veniamin Ruset și îndeosebi Melchisedec Ștefănescu, activ luptător unionist, personalitate de mare prestigiu științific și membru al Academiei Române. 

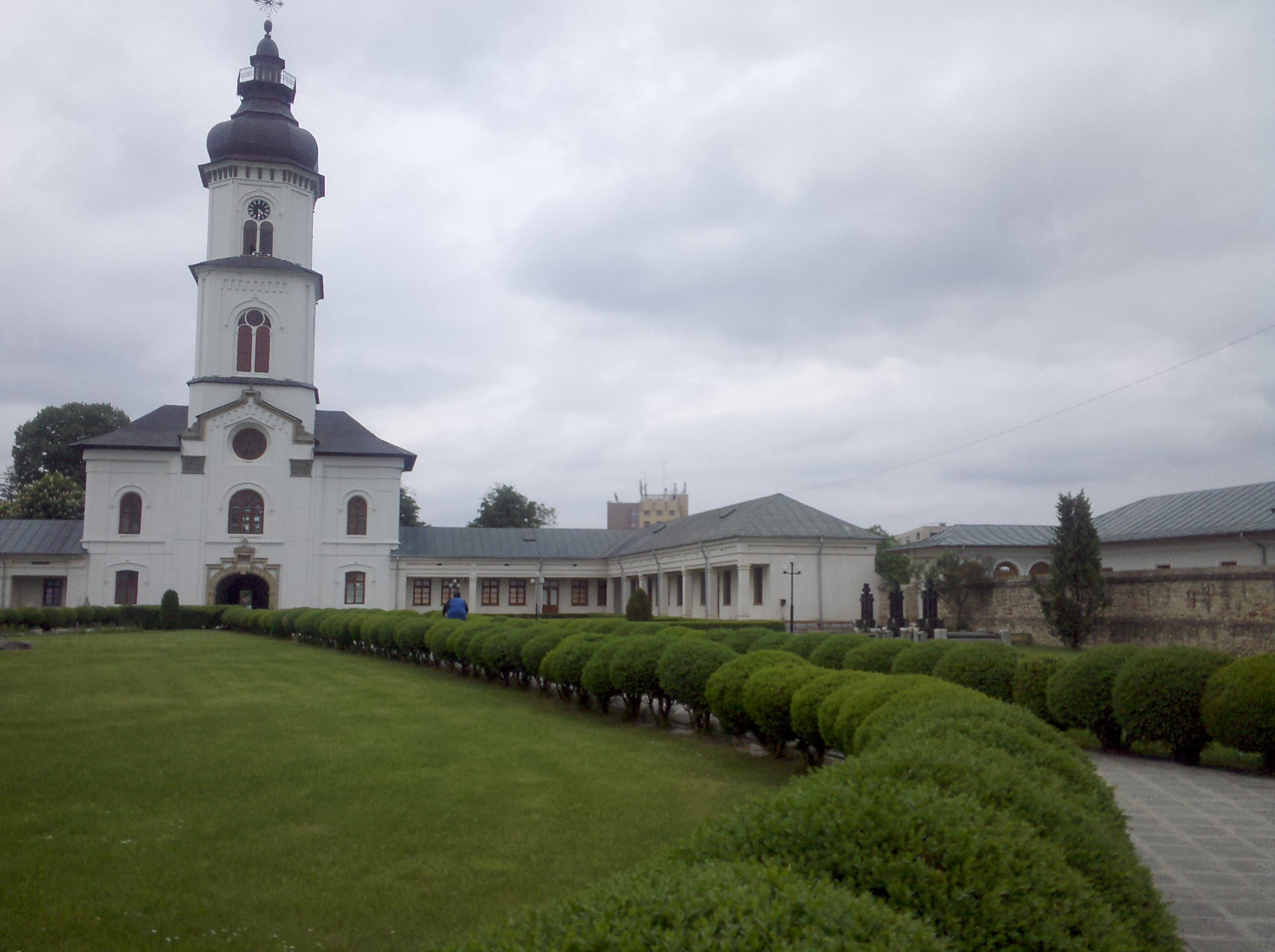
Curtea și clopotnița arhiepiscopiei

Deși nu dispunem de mărturii documentare certe, este de presupus că în cadrul Episcopiei Romanului au funcționat vechi școli „de chilie” cu un rol important în pregătirea propriilor cadre și mai apoi a tineretului laic. Nu întâmplător Romanul a fost reprezentat atât la Sinodul de la Constanța (1418) cât și la cel de la Ferrara-Florența (1438-1439), eparhia Țării de Jos constituind încă de la începuturi nu numai o entitate organizatorică și confesională, ci și un recunoscut centru de iradiere ortodoxă în context oriental. 
De altfel și școala slavo-română înființată pe baza documentului semnat de Grigore II Ghica la 25 decembrie 1747 și-a desfășurat activitatea sub îndrumarea nemijlocită a Episcopiei, iar la 1 aprilie 1823, dascălul angajat la școala românească de pe lângă Biserica „Sfinții Voievozi” este plătit cu 600 lei pe an tot de ierarhul episcopal. Chiar și după aplicarea Regulamentului Organic, școala publică înființată în 1832, la care a funcționat ca profesor Ioan Nanu, și-a organizat cursurile sub îndrumarea și prin grija episcopului Meletie care se afla în scaun la acea vreme. 
În aceste condiții nu este de mirare că Episcopia Romanului deține astăzi una dintre cele mai vechi și mai valoroase biblioteci din țară și un mare număr de creații artistice care îmbogățesc și conferă originalitate patrimoniului nostru cultural național. Printre cele 20.000 de volume aflate aici se găsesc aproximativ 700 de cărți vechi românești, slavonești și grecești, cărora li se adaugă 91 manuscrise din diferite epoci și în diferite limbi. Dintre odoare e suficient să amintim icoana Deisis din secolul al XVI-lea, o adevărată capodoperă a școlii medievale românești de pictură pe lemn, Felonul Sfântului Ion Gură de Aur, atribuit stilistic broderiei moldovenești din secolele XV-XVI și marele Epitaf din veacul al XVIII-lea ce reprezintă Plângerea și punerea în mormânt a lui Iisus. 
O piesă cu totul deosebită, ce reține atenția nu atât prin vechimea cât prin valoarea sa artistică este iconostasul catedralei episcopale, executat în 1805 de pictorul Eustatie Altini la cererea episcopului Gherasim Clipa-Barbovschi. Lucrare monumentală de pictură și sculptură, realizată cu multă acuratețe și personalitate expresivă de certă originalitate, îmbrăcând conținutul iconografiei ortodoxe în formele stilistice ale neoclasicismului occidental.

## Organizarea administrativă
Arhiepiscopia Romanului și Bacăului

Organizarea Mitropoliei Moldovei și Bucovinei

Str. Alexandru cel Bun nr. 5, Municipiul Roman - 611065, jud. Neamț
Cuprinde județul Bacău și Protopopiatul Roman din județul Neamț. 
Episcop:
Prea Sfințitul Eftimie (n.: 09.11.1914 - com. Hangu, jud. Neamț).
S: 1949 - Licențiat în Teologie - București; 1949-1966 starețul Mănăstirii Bistrița, Neamț și exarhul mănăstirilor din Episcopia Romanului (1951-1960); 1966-1971 starețul Mănăstirii Sf. Ioan cel Nou, Suceava; 
HA: 30.01.1972 ca Arhiereu-Vicar al Episcopiei Romanului; 1978 - Episcop al Romanului.
Episcop Vicar al Episcopiei Romanului: Ioachim Giosanu Băcăuanul (HA: 01.05.2000 ca Arhiereu-Vicar al Episcopiei Romanului)
Episcopia Romanului este formata din 5 protopopiate.
- Bacău, Str. 9 Mai nr. 48, Mun. Bacău - 600023, jud. Bacău
- Bacău, Str. 9 Mai nr. 48, Mun. Bacău - 600023, jud. Bacău
- Onești,Str. Belvedere Nr. 1, Mun.Onești - 601066,jud.Bacău
- Moinești, Str. V. Alecsandri nr. 56, Moinești - 605400, jud. Bacău
- Roman, Str. Castanilor nr. 1, Roman - 611051, jud. Neamț

## Bibliografia
- Atanasiu, Mihai-Bogdan: Documente privitoare la Episcopia Romanului în veacul al XVIII-lea, În: Analele Științifice ale Universității »Alexandru Ioan Cuza« din Iași. Istorie, 2016. p. 335-355.
- Cronica Romanului și a Episcopiei de Roman, 2 vol., Melchisedec Ștefănescu, București, 1874-1875
- Episcopia Romanului în sec. XV  Întemeiere și organizare, Scarlat Porcescu, 1941
- Episcopia Romanului, Scarlat Porcescu, Editată de Episcopia Romanului și Hușilor, 1984

- Catedrala Episcopiei Romanului, Marina Ileana Sabados,  Editată de Episcopia Romanului, 1990
- Biserica episcopală din Roman, Scarlat Porcescu, Editura Meridiane, 1970
- Chronica Romanului și a Episcopiei de Roman, Melchisedec Ștefănescu, (ediție îngriită, studiu introductiv, transliterare, note și comentarii, prof. univ. dr. Tudor Ghideanu), 450 p. Ed. Mușatinia, Roman 2008, ISBN 978-973-87777-2-9